# Kelvedon
Kelvedon é uma vila e paróquia civil do distrito de Braintree, no condado de Essex, na Inglaterra, perto da cidade de Witham. Tem uma população de 3.485 habitantes.

## Origem
Kelvedon é um assentamento desde o início da Idade Média, embora fique perto (e, em parte) do local de um assentamento romano, Canonium provavelmente. Kelvedon expandiu-se significativamente na era vitoriana. O motivo foi a 'Norwich' - ferroviário Londres, e a cidade tornou-se um lugar para se viver e trabalhar, como o trem era o único método rápido de transporte. Kelvedon vitoriana foi criado ao longo de uma rua - "The High Street". Na década de 1930, com o advento do carro na rua principal tornou-se a A12, a estrada principal através de Essex. No desenvolvimento Ribbon vi casas expandirem ao longo da estrada de milhas. A aldeia sofreu grandes congestionamentos até o desvio foi construído na década de 1960. Suburbanização começou a ter lugar em 1980 - um grande desenvolvimento chamada "Riverside Park" foi construído contendo centenas de casas.

## Kelvedon hoje
A vila é delimitada a norte, pelo rio de água preta, onde a aldeia é adjacente de Feering. Kelvedon contém uma escola chamada "Kelvedon St Mary's."

## Transporte
Kelvedon tem uma estação ferroviária que está na linha de Londres a São Liverpool com trens a cada 20 minutos aproximadamente. É também servida pela 71 chelmsford de Primeiro serviço de autocarro - via de Colchester. A A12 tem ligações com o resto de leste da Anglia e do norte.

## Residentes notáveis
- Charles Haddon Spurgeon conhecido como o "Príncipe dos Pregadores" nasceu na cidade em 19 de Junho de 1834.